# Liste de films français sortis avant 1920
Voici la liste des films du cinéma français de 1892 à la fin des années 1910. Ces films appartiennent à l'Histoire du cinéma français.

## 1892

Pauvre Pierrot (très court extrait)

- Clown et ses chiens de Émile Reynaud (dessin animé)
- Pauvre Pierrot de Émile Reynaud (dessin animé)
- Un bon bock de Émile Reynaud (dessin animé)

## 1894
- Autour d'une cabine de Émile Reynaud (dessin animé)

## De 1895 à 1899
À noter que la quasi-totalité des films de Méliès datant de 1896 sont considérés comme perdus.

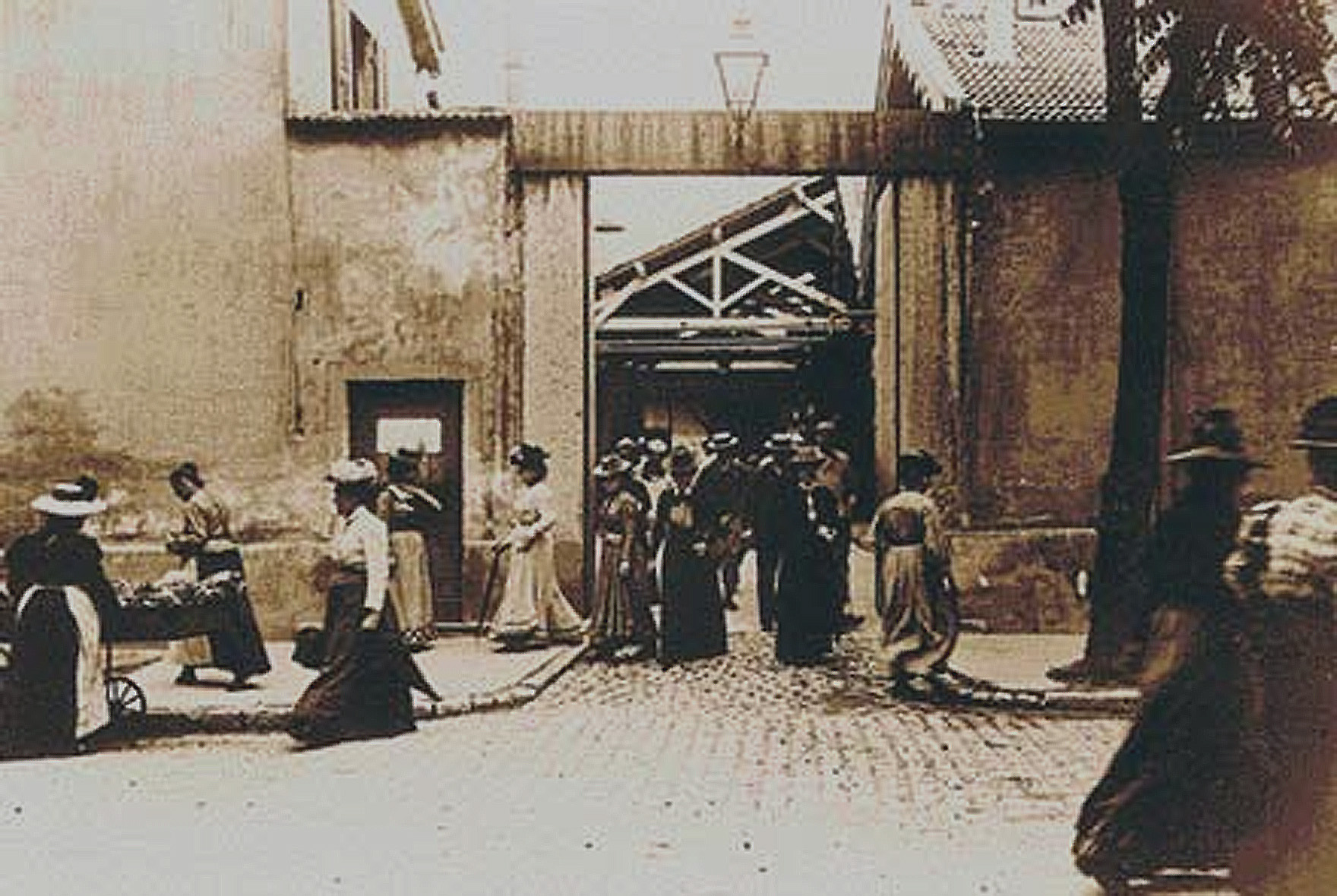
La sortie de l'usine Lumière (3e version)

### 1895
- 1895 : La Sortie de l'usine Lumière à Lyon, d'Auguste et Louis Lumière
- 1895 : L'Arroseur arrosé
- 1895 : Le Débarquement du congrès de photographie à Lyon
- 1895 : La Mer
- 1895 : Le Repas de bébé

### 1896
- 1896 : L'Arrivée d'un train en gare de La Ciotat
- 1896 : Arrivée d'un train gare de Vincennes (perdu), de Georges Méliès
- 1896 : Le Cauchemar

### 1897
- 1897 : Après le bal
- 1897 : L'Auberge ensorcelée
- 1897 : Entre Calais et Douvres
- 1897 : La Prise de Tournavos
- 1897 : Combat naval en Grèce
- 1897 : Bombardement d'une maison de Georges Méliès
- 1897 : Sur les toits de Georges Méliès
- 1897 : Faneurs de Louis Lumière

### 1899
- 1899 : Cléopâtre, de Georges Méliès
- 1899 : Excursion automobile Paris-Meulan des Frères Lumière
- 1899 : Les Mésaventures d'un muet mélomane (Le Muet mélomane)
- 1899 : Les Méfaits d'une tête de veau de Ferdinand Zecca
- 1899 : Arrestation : Aveux du colonel Henry réal. inconnu
- 1899 : Avenue de la Gare à Rennes réal. inconnu
- 1899 : Prison militaire de Rennes rue Duhamel réal. inconnu
- 1899 : Dreyfus dans sa cellule à Rennes de Jean Liézer
- 1899 : Entrée au conseil de guerre réal. inconnu
- 1899 : Sortie du conseil de guerre réal. inconnu
- 1899 : Au mont Valérien : Suicide du colonel Henry réal. inconnu

### Date non-renseignée
- La Fée aux choux, d'Alice Guy, premier film narratif.

## De 1900 à 1909

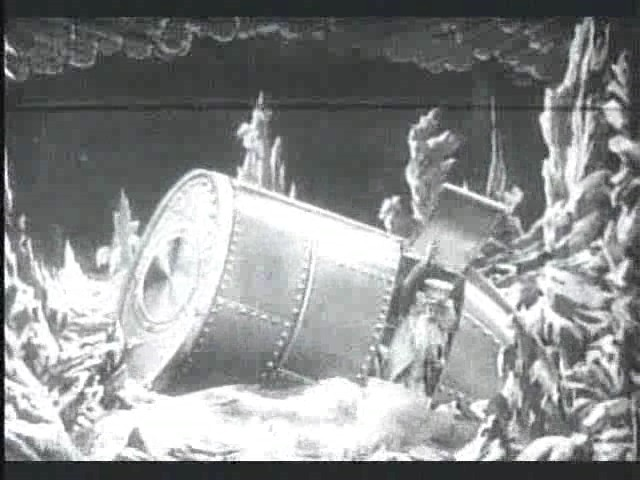
Le Voyage dans la Lune

### 1901
- 1901 : Quo vadis ? de Lucien Nonguet et Ferdinand Zecca
- 1901 : Une tempête dans une chambre à coucher de Ferdinand Zecca
- 1901 : Une idylle sous un tunnel
- 1901 : Un duel abracadabrant
- 1901 : Un drame au fond de la mer
- 1901 : La Soupière merveilleuse
- 1901 : Les Sept Châteaux du diable
- 1901 : Rêve et Réalité
- 1901 : Par le trou de la serrure de Ferdinand Zecca
- 1901 : La Mégère récalcitrante
- 1901 : Le Mauvais Riche
- 1901 : La Loupe de grand-maman
- 1901 : L'Illusionniste mondain
- 1901 : Histoire d'un crime de Ferdinand Zecca
- 1901 : L'Enfant Prodigue
- 1901 : Comment on met son couvert
- 1901 : Comment Fabien devient architecte
- 1901 : Scènes vues de mon balcon (Ce que je vois de mon sixième)
- 1901 : À la conquête de l'air
- 1901 : L'Agent plongeur
- 1901 : Une discussion politique
- 1901 : Barbe-Bleue[1] de Georges Méliès

### 1902
- 1902 La Belle au Bois dormant
- 1902 Le Voyage dans la Lune de Georges Méliès
- 1902 : L'Assommoir, de Ferdinand Zecca

### 1903
- 1903 : Le Chat botté de Lucien Nonguet et Ferdinand Zecca

### 1904
- 1904 : Peau-d’Âne, de Albert Capellani
- 1904 : Le Chemineau, d’Albert Capellani

### 1906
- 1906 : Une course d'obstacles d'Alice Guy
- 1906 : Plongeur fantastique de Segundo de Chomón

### 1907
- 1907 Le Cochon danseur
- 1907 Geneviève de Brabant
- 1907 L'Éclipse du soleil en pleine lune
- 1907 Les Exploits d'un fou

### 1908
- 1908 L'Assassinat du duc de Guise
- 1908 Fantasmagorie
- 1908 Riquet à la houppe

### 1909
- 1909 Le Retour d'Ulysse
- 1909 La Tosca

## De 1910 à 1914

### 1910

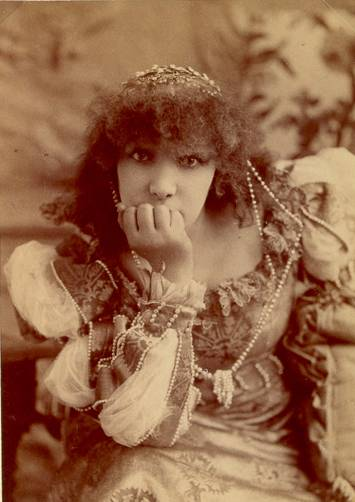
Sarah Bernhardt en 1900

- 1910 La Reine Margot

### 1911
- 1911 Le Dévouement d'un gosse

### 1912
- 1912 L'Âme des moulins
- 1912 Le Calvaire du mousse
- 1912 La Dame aux camélias
- 1912 La Grotte des supplices
- 1912 L'Or qui brûle
- 1912 La Peinture et les Cochons
- 1912 Les Trois Mousquetaires

### 1913
- 1913 Adrienne Lecouvreur
- 1913 Au ravissement des dames
- 1913 Le Blanc-seing
- 1913 Fantômas
- 1913 Juve contre Fantômas
- 1913 Le Mort qui tue
- 1913 Le Roi de l'air  de René Leprince et Ferdinand Zecca
- 1913 Le Roman de Carpentier
- 1913 Zaza
- 1913 Germinal, d'Albert Capellani

### 1914
- 1914 La Lutte pour la vie de Ferdinand Zecca et René Leprince

## De 1915 à 1919

### 1915
- 1915 : Ceux de chez nous de Sacha Guitry
- 1915 : La Fille du Boche de Henri Pouctal avec Jeanne Brindeau, Camille Bert, Pauline Carton
- 1915 : les Vampires de Louis Feuillade avec Édouard Mathé, Musidora, Marcel Lévesque

### 1916
- 1916 : Alsace de Henri Pouctal avec Berthe Jalabert, Marcel Dieudonné et Réjane

### 1917
- 1917 :  Le Coupable de André Antoine   avec Romuald Joubé, Sylvie
- 1917 : Judex de Louis Feuillade avec René Cresté et Musidora

### 1918
- 1918 : La Dixième Symphonie de Abel Gance avec Séverin-Mars et Emmy Lynn
- 1918 : La Nouvelle Mission de Judex de Louis Feuillade avec René Cresté

### 1919
- 1919 : J'accuse de Abel Gance avec Romuald Joubé et Séverin-Mars